# بلدرچین جنگلی ونزوئلایی
بلدرچین جنگلی ونزوئلایی (نام علمی: Odontophorus columbianus) نام یک گونه از سرده بلدرچین جنگلی است.